# 全日本学生剣道優勝大会
全日本学生剣道優勝大会（ぜんにほんがくせいけんどうゆうしょうたいかい）は日本の男子学生剣道の団体戦。毎年10月に日本武道館と大阪市で隔年ごとに持ち回りで開催されている。

## 概説
1953年に第1回大会を開催。全日本学生剣道連盟と毎日新聞社の共催。優勝校には常陸宮杯が授与される。2020年は中止。

## 歴代優勝校
- 1953年：中央大学（１）
- 1954年：中央大学（２）
- 1955年：関西学院大学（１）
- 1956年：滋賀大学（１）
- 1957年：法政大学（１）
- 1958年：中央大学（３）
- 1959年：東京教育大学（１）
- 1960年：中央大学（４）
- 1961年：慶應義塾大学（１）
- 1962年：明治大学（１）
- 1963年：中央大学（５）
- 1964年：国士舘大学（１）
- 1965年：早稲田大学（１）
- 1966年：国士舘大学（２）
- 1967年：東京教育大学（２）
- 1968年：国士舘大学（３）
- 1969年：中央大学（６）
- 1970年：国士舘大学（４）
- 1971年：専修大学（１）
- 1972年：国士舘大学（５）
- 1973年：慶應義塾大学（２）
- 1974年：専修大学（２）
- 1975年：法政大学（２）
- 1976年：専修大学（３）
- 1977年：国士舘大学（６）
- 1978年：中央大学（７）
- 1979年：法政大学（３）
- 1980年：筑波大学（１）
- 1981年：中央大学（８）
- 1982年：大阪体育大学（１）
- 1983年：国士舘大学（７）
- 1984年：国士舘大学（８）
- 1985年：中央大学（９）
- 1986年：筑波大学（２）
- 1987年：国士舘大学（９）
- 1988年：中央大学（10）
- 1989年：国士舘大学（10）
- 1990年：筑波大学（３）
- 1991年：筑波大学（４）
- 1992年：中央大学（11）
- 1993年：法政大学（４）
- 1994年：中央大学（12）
- 1995年：国士舘大学（11）
- 1996年：近畿大学（１）
- 1997年：筑波大学（５）
- 1998年：明治大学（２）
- 1999年：鹿屋体育大学（１）
- 2000年：明治大学（３）
- 2001年：筑波大学（６）
- 2002年：筑波大学（７）
- 2003年：大阪体育大学（２）
- 2004年：日本大学（１）
- 2005年：鹿屋体育大学（２）
- 2006年：日本大学（２）
- 2007年：国士舘大学（12）
- 2008年：国士舘大学（13）
- 2009年：鹿屋体育大学（３）
- 2010年：早稲田大学（２）
- 2011年：筑波大学（８）
- 2012年：国士舘大学（14）
- 2013年：筑波大学（９）
- 2014年：鹿屋体育大学（４）
- 2015年：筑波大学（10）
- 2016年：大阪体育大学（３）
- 2017年：筑波大学（11）
- 2018年：中央大学（13）
- 2019年：中央大学（14）
- 2021年：中央大学（15）
- 2022年：筑波大学（12）
- 2023年：法政大学（５）
- 2024年：国士舘大学（15）